# Спарта (Джорджія)
Спарта (англ. Sparta) — місто (англ. city) в США, в окрузі Генкок штату Джорджія. Населення — 1357 осіб (2020).

## Географія
Спарта розташована за координатами 33°16′40″ пн. ш. 82°58′11″ зх. д. / 33.27778° пн. ш. 82.96972° зх. д. (33.277912, -82.969815).  За даними Бюро перепису населення США в 2010 році місто мало площу 4,74 км², з яких 4,71 км² — суходіл та 0,03 км² — водойми.

## Демографія
Згідно з переписом 2010 року, у місті мешкало 1400 осіб у 572 домогосподарствах у складі 329 родин. Густота населення становила 296 осіб/км².  Було 698 помешкань (147/км²).
Расовий склад населення:
| - 82,9 % — чорних або афроамериканців - 14,2 % — білих - 2,1 % — азіатів - 0,1 % — корінних американців |

До двох чи більше рас належало 0,7 %. Частка іспаномовних становила 1,0 % від усіх жителів.
За віковим діапазоном населення розподілялося таким чином: 22,6 % — особи молодші 18 років, 58,9 % — особи у віці 18—64 років, 18,5 % — особи у віці 65 років та старші. Медіана віку мешканця становила 45,1 року. На 100 осіб жіночої статі у місті припадало 86,2 чоловіків;  на 100 жінок у віці від 18 років та старших — 82,3 чоловіків також старших 18 років.
Середній дохід на одне домашнє господарство  становив 33 569 доларів США (медіана — 24 321), а середній дохід на одну сім'ю — 46 495 доларів (медіана — 35 000). Медіана доходів становила 27 500 доларів для чоловіків та 23 580 доларів для жінок. За межею бідності перебувало 34,4 % осіб, у тому числі 30,1 % дітей у віці до 18 років та 34,6 % осіб у віці 65 років та старших.
Цивільне працевлаштоване населення становило 487 осіб. Основні галузі зайнятості: освіта, охорона здоров'я та соціальна допомога — 38,0 %, транспорт — 14,2 %, публічна адміністрація — 11,5 %, роздрібна торгівля — 9,0 %.

## Історія
Місто було засноване в 1795 році в новоствореному окрузі Генкок. В 1797 місто стало окружним центром. В 1805 Спарті було надано статус малого міста, а в 1893 — міста.